# Біографічний словник
Біографі́чний словни́к (також біографічний лексикон) — вид енциклопедичного словника, довідник біографій. За повнотою охоплення біографій осіб, бувають біографічні словники універсального типу, на кшталт національних біографічних словників (див. Український біографічний словник, Хорватський біографічний лексикон), або галузеві біографічні словники (напр., Біографічний словник українських діячів науки, Біографічний словник португальських музикантів тощо).

## За країною

### Бруней
- Horton, A. V. M. Negara Brunei Darussalam. A biographical dictionary. 3. ed. Bordersley: Horton, 1998.

### Велика Британія
- Dictionary of National Biography (DNB): in 63 v. 1885—1900.
- New and General Biographical Dictionary: in 11 v. London, 1761.
- Oxford Dictionary of National Biography (ODNB): in 60 v. Oxford, 2004.

### Данія
- Dansk biografisk leksikon (DBL): 19 bd. København, 1887—1905 (2-е вид.: 27 bd., 1933—1944; 3-е вид.: 16 bd., 1979—1984).

### Естонія
- Эстонский биографический словарь. Таллинн: KRK, 2002.

### Іспанія
- Diccionario Biográfico Español: in 50 T. Madrid: Real Academia de la Historia, 2009—2013.
- Diccionario histórico de la Compañía de Jesús (DHCJ): in 4 T. Roma: Institutum Historicum; Madrid: Universidad Pontificia Comillas, 2001.

### Канада
- Canadian Who’s Who. Toronto: University of Toronto press, 1910.
- Dictionary of Canadian Biography (DCB) / Dictionnaire biographique du Canada: in 15 v. 1959—.

### Німеччина
- Allgemeine Deutsche Biographie (ADB): in 56 Bd. Leipig: Duncker & Humblot, 1875–1912.
- Biographisch-Bibliographisches Kirchenlexikon (BBKL)
- Deutschbaltisches biographisches Lexikon 1710–1960 (DBBL). Köln/Wien: Böhlau, 1970. (цифрова версія: BBLD)
- Genealogisches Handbuch der baltischen Ritterschaften (GHBR): in 4 T. Görlitz: Starke Verlag, 1929 — 1939
- Genealogisches Handbuch des Adels (GHdA): in 158 Bd. Starke Verlagd, 1951—2015.
- Neue Deutsche Biographie (NDB): in 28 Bd. Berlin: Duncker & Humblot, 1953— (продовження ADB)

### Польща
- Polski Słownik Biograficzny (PSB): 62 t.  Kraków-Warszawa, 1935—

### Росія
- Allgemeines Schriftsteller- und Gelehrten-Lexikon der Provinzen Livland, Esthland und Kurland. Mitau, 1827—1832; Nachträge, 1859—1861.
- Русский биографический словарь (РБС): в 26 т. Санкт-Петербург, Москва, 1896—1918.

### США
- American National Biography (ANB): in 24 v. 1999.
- Appletons’ Cyclopædia of American Biography: in 6 v. 1887–1889.
- The Cambridge dictionary of American biography. Cambridge, 1995.
- Dictionary of American Biography: in 20 v. and 10 add. v. 1927—1936.
- Dictionary of Literary Biography: in 375 V. Detroit: Gale, 1978—
- Encyclopedia of American biography. New York: HarperCollins, 1996.
- The National Cyclopaedia of American Biography: in 63 v. 1890—.
- Who’s who in the socialist countries. A biograph. encyclopedia of 10000 leading personalities in 16 communist countries. New York: Saur, 1978.

### Україна
- Біографічний словник українських діячів науки (1933).

### Франція
- Dictionnaire d'histoire et de géographie ecclésiastiques: in 36 v. Paris, 1912—

### Хорватія
- Hrvatski biografski leksikon (HBL): in 8 t. Zagreb: Jugoslavenski leksikografski zavod, 1983—

### Швеція
- Svenskt biografiskt lexikon
- Svenskt biografiskt handlexikon